# Patinódromo de Mar del Plata
El Patinódromo Municipal Adalberto Lugea (conocido también como Patinódromo de Mar del Plata) es una pista de patinaje al aire libre en Mar del Plata. Es utilizado principalmente para competiciones Patinaje de velocidad sobre patines en línea, pero también ha acogido torneos de tenis y conciertos de música.

## Historia
El deporte de ruedas se volvió popular en Mar del Plata desde principios de los años 60, y en 1966 la ciudad fue sede del primer Campeonato Mundial de Patinaje de Velocidad sobre Patines en Línea sobre superficie de carretera celebrado fuera de Europa. La pista de patinaje municipal se inauguró en el año 1969 para albergar un segundo campeonato del mundo, esta vez sobre pista. El edificio original sólo tenía dos gradas, una delante de la otra, a los lados de la pista. Después de esto, el recinto volvió a albergar los campeonatos del mundo de 1978, 1983 y 1997, esta última incluyendo pruebas de ruta y pista.  Con el fin de adecuar su capacidad e instalaciones a los requerimientos de las competencias internacionales, se iniciaron obras de remodelación antes de los Juegos Panamericanos de 1995. Se construyeron nuevas gradas y se cerró todo el perímetro de la pista, elevando su capacidad a 7.500 espectadores. Las antiguas gradas fueron rehabilitadas y reconvertidas en tribunas VIP para 800 espectadores, con zona de prensa y cabina para jueces. Para los Juegos Panamericanos de 1995 celebrados en Mar del Plata, la patinadora Nora Vega, oriunda de la ciudad, fue elegida para ser la última portadora de la antorcha y encender el Pebetero Panamericano durante la ceremonia inaugural. Vega terminaría ganando dos medallas de oro, una de plata y una de bronce durante los juegos  y recibió el Premio Olimpia de Oro como el deportista más importante de 1995 en Argentina. El patinódromo lleva el nombre de Adalberto Lugea, patinador de Unión de Mar del Plata que batió el récord mundial de más horas consecutivas sobre patines en 1947, alcanzando 50 horas y 25 minutos sin parar.

## Instalaciones
Debajo de las gradas hay un gimnasio, cafetería, vestuarios, oficinas administrativas y sala de emergencias. La zona de la pista de patinaje también ofrece habitaciones con capacidad para 60 deportistas. Como Mar del Plata es sede de la Unión Argentina de Bandy,  el centro de la pista, un área de 1080m2, se utiliza para la práctica de este deporte y también para partidos de hockey en línea . El Patinódromo Municipal forma parte del Parque Deportivo Municipal Teodoro Bronzini, un área de 35 hectáreas que cuenta con varios recintos deportivos, entre ellos el Estadio José María Minella, el Velódromo Municipal Julio Polet, el Estadio Panamericano de Hockey sobre césped, Natatorio Municipal Alberto Zorrilla, el Estadio Atlético Justo Román y el Estadio Polideportivo Islas Malvinas.

## Eventos y recitales
Este recinto ha sido sede de cuatro Campeonatos Mundiales, las pruebas de deportes sobre ruedas de los Juegos Panamericanos de 1995 y las pruebas de patinaje de velocidad en línea de los Juegos Sudamericanos de 2006. También ha sido sede del torneo de tenis Abierto de Mar del Plata, la primera ronda de Copa Davis 2014 entre Argentina e Italia, varias peleas de boxeo (incluido el campeón sudamericano de peso súper mediano Rubén Eduardo Acosta contra Luis Daniel Parada en 2007), y muchos conciertos, entre ellos de Patricio Rey y sus Redonditos de Ricota (1997, 1999), Deep Purple (1999), Soda Stereo (1991), Los Piojos (2004, 2006), Diego Torres (2007), La Renga (1999, 2004, 2005), Bersuit Vergarabat (2004, 2008), El Tri (1999), Luis Alberto Spinetta (1991) y Billy Idol (1991).